# Meisterschwanden
Meisterschwanden é uma comuna da Suíça, no Cantão Argóvia, com cerca de 2.227 habitantes. Estende-se por uma área de 6,86 km², de densidade populacional de 325 hab/km². Confina com as seguintes comunas: Beinwil am See, Birrwil, Fahrwangen, Sarmenstorf, Seengen. 
A língua oficial nesta comuna é o Alemão.